# Sekstoerisme
Sekstoerisme is toerisme gericht op seksuele ontspanning. Populaire seksbestemmingen zijn onder andere Amsterdam, Brazilië, Thailand, Cambodja, Filipijnen en Afrika (Gambia, Kenia). Zuid-Europa, het Caribisch gebied, Thailand, Indonesië en Gambia zijn voor vrouwen de populairste bestemmingen.
Bepaalde vormen van sekstoerisme zijn omstreden omdat er minderjarigen bij betrokken zijn, de seks onveilig geschiedt, of de ander letsel oploopt. Prostituees worden soms in de prostitutie gedwongen en uitgebuit door mensenhandelaren.
Bepaalde vormen van sekstoerisme zijn strafrechtelijk gekwalificeerd als ontucht met minderjarigen, (waarbij instemming van het slachtoffer géén strafuitsluitingsgrond oplevert omdat dit te jong wordt geacht om toestemming te kunnen geven) en op grond van het universaliteitsbeginsel ook strafbaar in Nederland wanneer de 'daad' begaan is in het buitenland en het slachtoffer niet de Nederlandse nationaliteit heeft, zie Seksueel strafrecht (Nederland).

## Nationaal sekstoerisme
Onder nationaal en lokaal sekstoerisme valt iedere verplaatsing over een langere afstand maar binnen de nationale grenzen met als doel prostitueebezoek. Men bezoekt de rosse buurt in een grotere stad in de buurt, een bordeel of seksclub.

## Het Westen
In het Westen gaan de reizen naar plekken waar rosse buurten zijn, zoals de Wallen in Amsterdam, de Reeperbahn in Hamburg, de Moulin Rouge en de Bois de Boulogne in Parijs, Soho in Londen, Zweden, de wijk Nørrebro in Kopenhagen en Rio de Janeiro in Brazilië. Nederland, en dan met name Amsterdam, is een populaire internationale bestemming voor sekstoeristen.
In de 19e eeuw was Napels een bekende bestemming van sekstoerisme, waar men door de juiste persoon aan te spreken en te betalen zichzelf seksueel genot kon verschaffen dat elders (officieel overigens ook in Italië en dus ook Napels) streng verboden was. Ook hier betrof het voornamelijk kinderprostitutie door minderjarige meisjes. Het boek Confession sexuelle d'un anonyme russe beschrijft deze situatie.
Sinds de val van het IJzeren Gordijn zijn er in diverse landen, met name Tsjechië, uitgebreide prostitutiezones ontstaan. Ook is er sprake van mensenhandel, in vrouwen, kinderen en homojongens. Jongeren, zowel uit het buitenland als lokaal, komen naar de rosse buurten en homo-ontmoetingsplekken in het Westen in de hoop snel en makkelijk veel geld te verdienen. 

## Ontwikkelingslanden
In ontwikkelingslanden is prostitutie aan westerse toeristen voor een deel van de lokale bevolking een manier van inkomen. Ter ontspanning maakt de toerist gebruik van het ruime aanbod aan prostitutiegelegenheden, dat ruimer is dan in het Westen. Bovendien zijn de prijzen voor Westerlingen vaak ook makkelijker te betalen dan in eigen land. Kinder-, transgender- en homoprostitutie, alsmede 'kinky' aanbod als SM, onbeschermde seksuele handelingen, zijn voorkomende praktijken. Favoriete bestemmingen zijn Brazilië, Costa Rica, Cuba, de Dominicaanse Republiek, Kenia, Thailand, de Filipijnen en Indonesië. Van de mannelijke toeristen die anno 2011 de Filipijnen bezoeken, zou 40% uit zijn op seks.
Afrika leek uit de gratie vanwege de aids-crisis. In een in december 2006 gepresenteerd rapport van Unicef waarschuwde de organisatie dat in Kenia zeker 15.000 meisjes (tussen de 12 en 18 jaar) in enige mate actief zijn in de seksindustrie. Nog eens 2.000 tot 3.000 meisjes en jongens werken fulltime in de prostitutie in de vakantiestreken Mombassa, Kilifi, Malindi, Saly en Kwale.

## Kinderprostitutie
Sekstoerisme wordt vaak geassocieerd met kinderprostitutie. Het aantal kindprostituees wordt wereldwijd geschat op 2 miljoen. In Thailand schat men dat 40% van de prostituees minderjarig is. In Cambodja zou dit 33% zijn. India zou 1.2 miljoen kinderprostituees tellen; meer dan de helft van het totaal aantal kinderprostituees wereldwijd. Vanwege de armoede wordt de hand gelicht met de seksuele moraal. Een ander probleem is de endemische corruptie waardoor het aanpakken van kinderprostitutie problematisch is. Seksclubs kunnen bijvoorbeeld getipt worden door betaalde informanten bij de politie dat een inval aanstaande is, rechters en andere sleutelpersonen kunnen worden omgekocht of geintimideerd, en soms weerhoudt schaamte de slachtoffers en hun ouders (voor zover die niet medeplichtig zijn) ervan te getuigen.
Een deel van de sekstoeristen die van minderjarige prostituees gebruikmaken, hebben een pedofiele geaardheid en plannen de reis met het doel seksueel contact met minderjarigen te hebben. Pedofielenorganisaties of -netwerken zouden zelfs ondergronds als 'reisbureau' of 'reisgids' optreden. In werkelijkheid betreft dit echter een minderheid van de kindersekstoeristen. Een andere categorie die actief minderjarigen opzoekt, doet dit omdat het risico op een geslachtsziekte lager wordt geacht, doordat ze jonger zijn. De meerderheid is een opportunistische gebruiker. Met andere woorden, ze waren niet specifiek op zoek naar kinderen maar maakten gebruik van de kans toen zich de mogelijkheid voordeed, of laten zich door eventuele minderjarigheid van de prostituee niet weerhouden.
Sekstoerisme wordt soms ook gebruikt om zelf kinderporno te kunnen fabriceren. Voorheen werd het gefotografeerd of werd het materiaal op gegevensdragers gezet die men meenam. Dit was uiteraard riskant want de sekstoerist kon op het vliegveld gesnapt worden. Het materiaal wordt tegenwoordig na opname direct geüpload op een beveiligd netwerk, waarna men zonder belastend bewijs op zak kan terugreizen naar huis. Deze kinderporno kan vervolgens worden gebruikt om te delen of te ruilen met andere gebruikers, waardoor men nieuw materiaal verkrijgt en bovendien de eigen sociale status online binnen deze netwerken wordt verhoogd. Een relatief nieuw fenomeen is kinderwebcamsekstoerisme, een mengvorm van kinderporno en sekstoerisme, waarbij kinderen zich uitkleden of seksuele handelingen verrichten op webcams terwijl de gebruiker tegen betaling kan inloggen en toekijken. De kinderen moeten hier lange dagen maken en vaak vormt deze webcamseks de opmaat naar fysieke prostitutie. 
Nadat dit sekstoerisme in de jaren negentig van de twintigste eeuw media-aandacht kreeg van de derdewereldbeweging (die het toerisme seksuele uitbuiting noemde) en christelijke organisaties, gingen veel westerse landen er onder druk van de publieke opinie toe over de organisatie van seksreizen tegen te werken. Langzamerhand kwam er een vervolgingsbeleid waarbij de sekstoeristen bij thuiskomst vervolgd konden worden op grond van de zedenwetgeving van het vaderland. Zo kon seksueel misbruik, gevaarzetting door onbeschermd geslachtsverkeer, seksuele handelingen met minderjarigen en met verhandelde prostitué(e)s tot vervolging bij thuiskomst leiden. Hierbij wordt samengewerkt met de politie op de favoriete bestemmingen: Mexico, Brazilië, Thailand, Cambodja de Filipijnen en Indonesië.
Vaak leidt dit tot een vicieuze cirkel: de kinderen leren dat seks een normaal middel is om geld te verdienen, en prostitueren op latere leeftijd hun eigen jongere familieleden en eigen kinderen. Hierdoor worden ze van slachtoffers daders en kunnen ze als ze gepakt worden ook op harde straffen rekenen. In zulke gevallen worden kinderen opzettelijk van hun familie gescheiden. 
Een strengere controle in Thailand en de Filipijnen heeft in Azië geleid tot een verschuiving van het sekstoerisme naar Laos, Cambodja en Myanmar, waar de bevolking armer is en minder controle plaatsvindt. De Cambodjaanse organisatie APLE trachtte politie en justitie bij te staan bij het in de kraag vatten van buitenlandse sekstoeristen.